# Novelty song

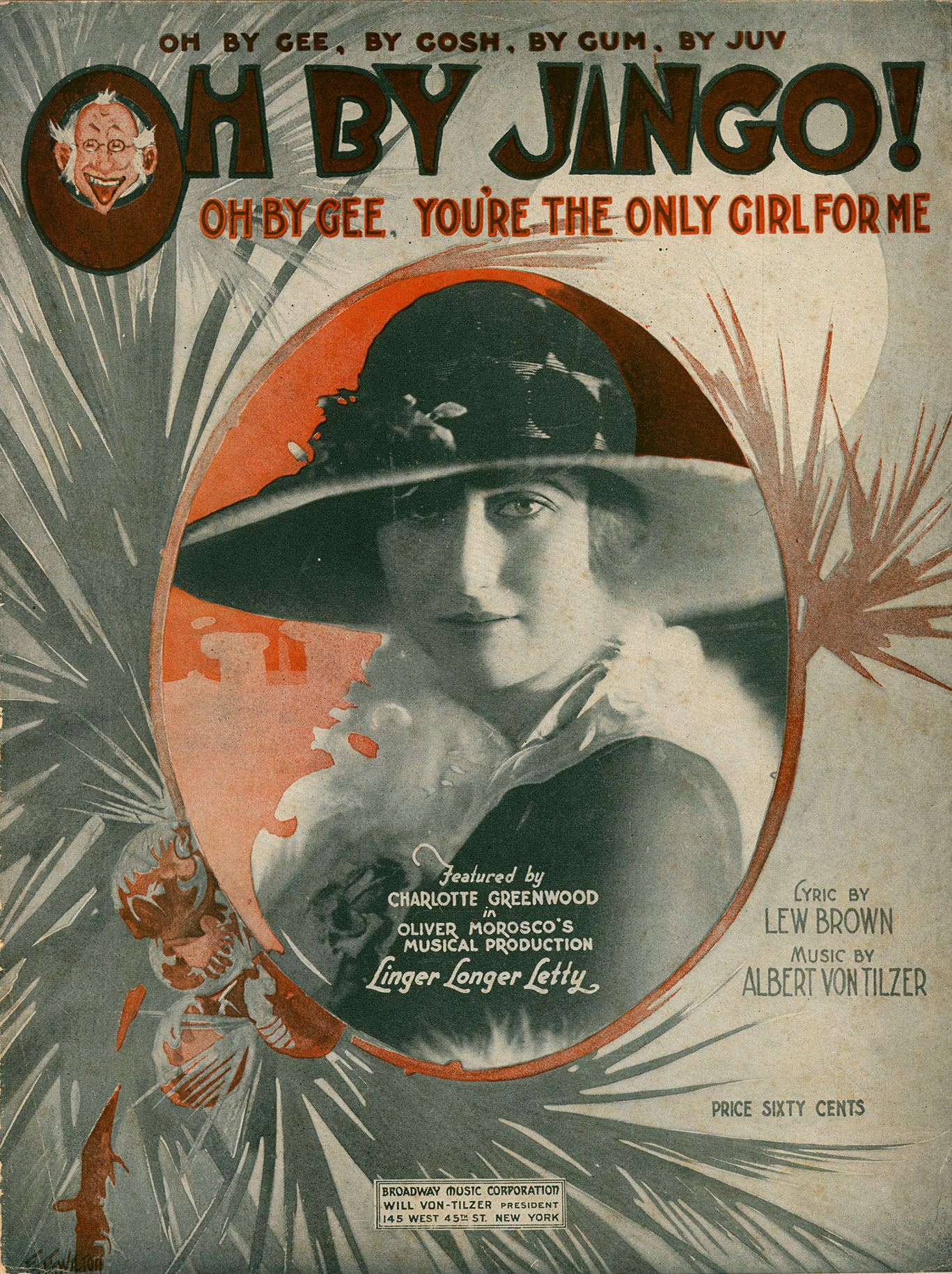
Copertina della partitura di Oh By Jingo! (1919) che raffigura la cantante Charlotte Greenwood

Una novelty song, anche abbreviato novelty, è un tipo di canzone leggera su temi di attualità o mode del momento che fa uso di testi umoristici, satirici e insoliti per ottenere un risultato divertente. Sebbene siano accomunate dal fatto di essere brani di facile ascolto, le novelty attingono ispirazione pressoché da ogni espressione di musica popular e sono pertanto diversissime tra loro.
Il termine novelty song venne coniato alla fine del diciannovesimo secolo dalla Tin Pan Alley di New York per indicare uno degli stili da essa prodotti. Negli anni seguenti, molti musicisti da tutto il mondo pubblicarono questo tipo di brani umoristici, ottenendo perlopiù riscontri negativi dalla critica e gli specialisti ma ottimi in termini commerciali. La grande maggioranza degli artisti che hanno scritto delle novelty sono ricordati per una sola canzone che gode di una grande ma breve visibilità.

## Definizione e caratteristiche
L'aggettivo inglese novel viene utilizzato per eventi od oggetti giudicati strani, spiazzanti e inaspettati. Pertanto, il termine novelty, oltre a indicare una novità, può riferirsi a qualcosa di bizzarro.
Il Dizionario della musica pop & rock curato da Claudio Quarantotto offre tre significati diversi della parola novelty: il primo è quello di «novità, disco o brano all'ultima moda»; il secondo è quello di «motivo svelto e orecchiabile» che, nelle hit parade degli anni trenta, si distingueva dalle ballad e le rhythm ballad; il terzo, che è invece contestuale della musica rock, è quello di «canzone comica, imitazione generalmente parodistica di una hit». Sebbene esistano diverse tipologie di novelty, esse sono accomunate da vari aspetti, tra cui l'orecchiabilità, il melodismo, l'uso del kitsch e la particolare attenzione ai testi, che di norma sono inusuali e umoristici, spesso su argomenti e mode attuali. Le novelty sono ravvisabili in moltissimi stilemi musicali popular, tra cui il pop, il rock, la dance, l'heavy metal, il punk rock, l'hip hop, la musica natalizia, le canzoni per bambini e persino generi giudicati di "nicchia" o "esotici". In qualche circostanza, sono considerate delle novelty alcuni brani inusuali con testi non comici o strumentali, quelli che fondono diverse lingue tra loro, oppure quelli eseguiti da artisti senza doti tecniche e che proprio per questo risultano involontariamente comici.
Secondo quanto dichiarano Nick Baxter-Moore e Thomas M. Kitts nel loro The Routledge Companion to Popular Music and Humor, esisterebbe una categoria a parte di novelty, a loro dire meno importante, corrispondente alle canzoni di moda usate nei balli di gruppo.

## Storia

### Fine dell'Ottocento - anni quaranta
Sebbene la musica e la commedia abbiano trovato dei punti in comune già in passato come confermano il vaudeville e il music-hall, l'espressione novelty song fu coniata durante la fine dell'Ottocento dalla Tin Pan Alley, l'industria discografica nuovaiorchese, per indicare uno dei tre tipi di musica che essa produceva (gli altri due erano le sopracitate ballad e rhythm ballad, ovvero le ballate e le tracce da ballare). Alcune delle prime novelty di successo prodotte dalla Tin Pan Alley risalgono ai primi decenni del ventesimo secolo e comprendono la balbettante K-K-K-Katy (1918) e lo scat di I Wanna Be Loved by You (1928), celebre per aver reso famosa Helen Kane oltre che ad aver ispirato Betty Boop. Le novelty song hanno anche testi volutamente farseschi come quello di Yes! We Have No Bananas (1923) o anche doppi sensi, come nel caso di Don't Put a Tax on All the Beautiful Girls (1919). In alcuni casi, le novelty possono inneggiare al fascino esotico che possono trasmettere le terre straniere senza però badare all'accuratezza geografica dei luoghi descritti, come avviene nei brani Oh By Jingo! (1919), The Sheik of Araby (1921) e The Yodeling Chinaman (1931). Queste canzoni venivano usate nei vaudeville da artisti come Eddie Cantor e Sophie Tucker.
Le novelty song ottennero grande visibilità tra gli anni venti e trenta come confermano ad esempio gli strumentali per pianoforte di Zez Confrey degli anni venti, che comprendevano fantasie come Kitten on the Keys (1921) o i tempi rapidi di Dizzy Fingers (1927). Queste tracce contribuirono a lanciare la moda delle novelty piano che perdurò per diversi anni.
Hitler Has Only Got One Ball (1939), un brano satirico cantato sulle note della marcia Colonel Bogey March, scritta da F. J. Ricketts e risalente agli anni della grande guerra, veniva cantato dalle truppe britanniche per deridere il dittatore tedesco e i suoi alleati. Hitler venne nuovamente preso di mira in una canzone di Spike Jones: Der Fuehrer's Face (1942). Dopo uno iato perdurato lungo gli anni quaranta, si assisterà a un rinnovato interesse verso la musica umoristica tra gli anni cinquanta e sessanta.

### Anni cinquanta - anni sessanta

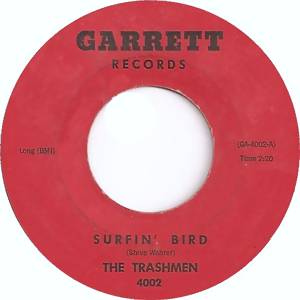
Copertina di Surfin' Bird (1963) dei Trashmen

Fu soltanto tra la seconda metà degli anni cinquanta e il decennio seguente che un numero davvero consistente di novelty entrò nelle classifiche. Dickie Goodman fu chiamato sul banco degli imputati per la sua The Flying Saucer (1956), creata utilizzando frammenti di vari successi contemporanei di cui l'artista si era appropriato senza licenza combinati in modo da assomigliare a interviste riguardanti un atterraggio di un disco volante sulla terra. Goodman tornerà a far parlare di sé con Mr. Jaws (1975). I Coasters scrissero qualche canzone umoristica come Yakety Yak (1958), che occupò il primo posto delle classifiche R&B per alcune settimane, e Charlie Brown (1959). Tra le altre novelty di maggior successo del periodo si segnalano Lucky Ladybug (1959) del duo Billy & Lillie e Does Your Chewing Gum Lose Its Flavour (On the Bedpost Overnight?) (1959) di Lonnie Donegan (trattasi in realtà di una cover di un brano del 1924), che raggiunse la quinta posizione della classifica di Billboard due anni dopo la sua uscita e divenne uno dei primissimi pezzi rock americani ad avere successo nel Regno Unito. Nell'ambito delle cosiddette novelty "esotiche" si citano come primi esempi Tom Hark, scritta da Jack Lerole (tuttavia non è il solo a reclamarne la paternità) durante la fine degli anni cinquanta, Sukiyaki (1961) di Kyū Sakamoto e un intero filone di tracce ispirate all'Alaska che raggiunsero l'apice della popolarità nel 1959. La versione incisa nel 1961 dello standard jazz Take Five (il brano originale è del 1959) del Dave Brubeck Quartet è una delle poche tracce di musica "di nicchia" considerate novelty.
Queste canzoni divennero in certi casi dei veri e propri fenomeni di costume. Nel 1960 un sedicenne Brian Hyland interpretò la novelty Itsy Bitsy Teenie Weenie Yellow Polka Dot Bikini di Paul Vance e Lee Pockriss che svettò la classifica di Billboard e lanciò la moda del bikini; David Seville (nome d'arte di Ross Bagdasarian), già autore di Witch Doctor (1958), una delle primissime tracce registrate utilizzando la tecnica della riproduzione velocizzata assieme a The Purple People Eater (1958) di Sheb Wooley, ideò il gruppo fittizio Alvin and the Chipmunks, diventato famoso con The Chipmunk Song (Christmas Don't Be Late) (1959). Già dalla prima metà degli anni cinquanta, si era assistito alla diffusione delle cosiddette novelty dance song, brani di grande successo divertenti e allegri finalizzati ai balli di gruppo. Fu Ray Anthony, nel 1953, a lanciare, negli USA, quelli che sono considerati i primi esempi di queste novelty, ovvero il Bunny Hop e The Hokey Pokey (quest'ultima è in realtà originaria dell'Inghilterra). Si segnala anche The Twist (1960) di Chubby Checker e The Loco-Motion (1962), interpretata per la prima volta da Little Eva e più tardi ripresa dai Grand Funk Railroad e Kylie Minogue. Questa tendenza terminerà alla fine degli anni sessanta.
I Trashmen raggiunsero la top 5 con Surfin' Bird (1963) un surf rock basato sulla combinazione di due brani dei Rivingtons, ovvero Papa-Oom-Mow-Mow e The Bird's the Word. A Windmill in Old Amsterdam (1965), brano di Ronnie Hilton scritto da Ted Dicks e Myles Rudge, trascorse un totale di 13 settimane nella Singles Chart del Regno Unito, raggiungendo la ventitreesima posizione di quella graduatoria il 17 febbraio 1965. A Windmill in Old Amsterdam fece vincere ai due compositori un Ivor Novello Award nella categoria Year's Outstanding Novelty Composition nel 1966. Allan Sherman, il più famoso umorista statunitense del dopoguerra, pubblicò tre album contenenti delle novelty, come ad esempio Hello Muddah, Hello Fadduh (A Letter from Camp) (1963), che ebbero grande successo nelle radio americane. Degni di nota sono anche le novelty di Roger Miller tra cui King of the Road (1964), Dang Me (1964) e England Swings (1965) così come quelle di Ray Stevens, che fece parlare di sé grazie a Ahab the Arab (1962) e Gitarzan (1969).
Telstar (1962), prima di molte novelty song elettroniche e strumentali, venne scritta e prodotta da Joe Meek per i Tornados. Raggiunse le prime posizioni delle classifiche. Un esempio particolarmente celebre di questo tipo di novelty è Popcorn (1969) di Gershon Kingsley, specialmente nella versione degli Hot Butter.
Sebbene gli artisti novelty song godano quasi sempre di un successo di breve durata, fa eccezione lo showman australiano Rolf Harris, noto anche grazie alla sua Tie Me Kangaroo Down, Sport (1957) e diventato una celebrità musicale nel 1963. Harris fece anche parlare di sé quando reinterpretò in chiave comica Stairway to Heaven dei Led Zeppelin.

### Anni settanta - oggi

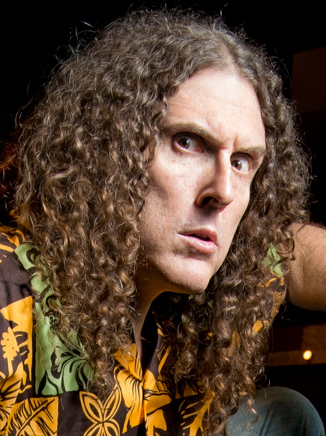
"Weird Al" Yankovic

Le novelty continuarono a essere prodotte negli anni settanta. In questi anni My Ding-a-Ling (1972) di Chuck Berry raggiunse la posizione numero 1 della Billboard Hot 100 nel 1972. Il duo comico Cheech & Chong registrò una serie di brani musicali che possono essere classificati come novelty song, tra cui Basketball Jones featuring Tyrone Shoelaces (1973) e Earache My Eye (1974). L'unico successo firmato da Warren Zevon è una novelty intitolata Werewolves of London (1978). Altre canzoni di questo tipo composte negli anni settanta sono Kung Fu Fighting (1974) di Carl Douglas, King Kong (1975) di Jimmy Castor, Disco Duck (1976) di Rick Dees, Psycho Chicken (1978) dei Fools e Rapper's Delight (1979) della Sugarhill Gang.
Nel 1981, grazie alla sua O Superman, la violinista Laurie Anderson riuscì a entrare nelle classifiche, questo nonostante le sonorità fortemente sperimentali che contraddistinguono la traccia.
"Weird Al" Yankovic è, assieme a Rolf Harris, l'unico artista di novelty che è riuscito a mantenere inalterato il suo successo a lungo termine. La discografia di Yankovic è interamente dedicata a cover grottesche di artisti pop e rock britannici e statunitensi tra cui Michael Jackson, parodiato in Eat It (1984) e Fat (1988), che si rifanno rispettivamente a Beat It e Bad.
World in Motion (1990) dei New Order è considerata la migliore canzone di quel prolifico e controverso filone di novelty dedicate al campionato mondiale di calcio ed entrate nelle classifiche britanniche.
Tra le novelty pubblicate nel nuovo millennio vi sono Gangnam Style (2012) di Psy, che contribuì a lanciare su scala mondiale il K-Pop, The Fox (What Does the Fox Say?) (2013) degli Ylvis, Man's Not Hot (2017) di Big Shaq e i brani dei LadBaby, coppia di blogger e Youtuber le cui cover parodistiche di successi altrui si piazzarono al primo posto della UK Singles Chart. Con l'esplosione del World Wide Web, queste sono spesso utilizzate come sottofondo in molti video amatoriali condivisi su Internet a scopo umoristico.

## Noveltyal numero uno in classifica nel Regno Unito
Nel Regno Unito è diventata una consuetudine pubblicare delle novelty, alcune delle quali di beneficenza, che ambiscono a raggiungere il primo posto delle classifiche. Tra le prime canzoni umoristiche a raggiungere tale traguardo vi furono (How Much Is) That Doggie in the Window? (1953) di Lita Roza, Lily the Pink (1968) degli Scaffold ed Ernie (The Fastest Milkman in the West) (1971) del comico britannico Benny Hill. La stessa cosa accadde molti anni dopo a There's No One Quite Like Grandma (1980) del St Winifred's School Choir e The Stonk (1991) di Hale & Pace. Tra coloro che tentarono questa strada vi sono l'attore Matt Lucas con Thank You Baked Potato (2020) e i sopracitati LadBaby.

## Accoglienza
Nonostante abbiano lo scopo di divertire e talvolta far ridere l'ascoltatore, aspetti che contribuiscono al loro successo, le novelty sono spesso mal accolte e giudicate "fastidiose". Molte di esse ricevono riscontri critici così negativi che vengono inserite in liste dedicate alle peggiori canzoni. Secondo lo scrittore e giornalista Gareth Shute, le novelty rappresentano l'espressione sonora più "esecrata" della musica pop nonché «i loro peggiori aspetti (a causa dei) testi banali, i sottofondi infinitamente allegri e i ritornelli così orecchiabili che si insinuano e rimbombano nel tuo cervello per giorni e giorni».
Si muove in controtendenza Peter Paphides di The Guardian, secondo il quale «odiamo le novelty perché continuiamo a romanticizzare il processo creativo. Pensiamo che esse insultino la nostra intelligenza.» Secondo Saeed Saeed di The National, quello delle novelty è uno dei generi musicali più sottovalutati.

## Impatto culturale
Le novelty sono state oggetto di molta attenzione da saggisti e specialisti musicali come confermano i numerosi volumi e articoli ad esse dedicati. A ulteriore conferma dell'attenzione che esse ricevono, pur essendo contestuali di paesi di lingua inglese quali gli Stati Uniti e il Regno Unito, esse sono descritte in fonti in francese, italiano, tedesco e portoghese. Un tomo significativo in tal senso è l'influente The Manual (1988) dei britannici KLF, che spiega come realizzare una novelty di successo senza avere alcuna esperienza professionale. L'opera è direttamente ispirata al successo ottenuto dal loro singolo Doctorin' the Tardis, pubblicato a nome The Timelords, che raggiunse il primo posto delle graduatorie britanniche. Stando a quanto riporta The Manual, si può pubblicare una hit da primo posto in classifica facendo un'attenta analisi del mercato nel settore musicale e componendo una traccia che si serve di determinati espedienti tra cui i campionamenti e un groove ballabile.
La notorietà delle novelty è sottolineata da antologie come quelle curate a partire dagli anni settanta dal disc jockey Dr. Demento. Alle novelty è anche attribuito il merito di aver fatto scoprire nuovi generi musicali alle masse.